# تحالف الشباب الناجين
تحالف الشباب الناجين (YSC) هو منظمة عالمية تركز على النساء من 40 سنة وما دون واللواتي تم تشخيص حالتهن بسرطان الثدي. تم تأسيس المنظمة من قبل ثلاث نساء شابات يعانين من سرطان الثدي في عام 1998. YSC هي منظمة 501 (c) غير ربحية مقرها في مدينة نيويورك ولها مكتب إضافي فيأتلانتا (جورجيا). يرأسها حاليا رئيسة مجلس الإدارة كارين لوسون والمديرة التنفيذية جنيفر ميرشدورف.

## رؤيتها
يتم تشخيص  13,000 امرأة تحت عمر الأربعين  تقريباً تعاني من سرطان الثدي سنوياً. و تبعاً لبيان البعثة فإن اتحاد الناجون الشباب يركز على الحالات الحرجة والفريدة للشابات.  YSC تعمل مع الناجيات ومقدمي الرعاية والمجموعات الطبية والبحثية والمناصرة والتشريعية لزيادة نوعية ومدة حياة النساء المصابات بسرطان الثدي اللواتي تتراوح أعمارهن بين 40 سنة وما دون. ويشمل ذلك الاستمالة والمحاضرات والمؤتمرات وحملة توعية سنوية لتثقيف أفراد المجتمع الطبي حول انتشار سرطان الثدي عند النساء الأصغر سناً.
1. ↑  معرف ملاح المنظمات الخيرية: 8540.
2. ↑  وصلة مرجع: https://www.charitynavigator.org/ein/134057685. الوصول: 4 فبراير 2022.
3. ↑  مُعرِّف قاعدة بيانات البحث العالمية (GRID): grid.431077.6.
4. ↑  معرف ملاح المنظمات الخيرية: 8540. الوصول: 13 يناير 2019.
5. 1 2 3  وصلة مرجع: https://www.charitynavigator.org/ein/134057685. معرف ملاح المنظمات الخيرية: 8540. الوصول: 4 فبراير 2022.
6. 1 2  مذكور في: Nonprofit Explorer. الوصول: 1 نوفمبر 2024.
7. 1 2  "How to Make the Biggest Impact With Your Breast Cancer Donations". Money (بالإنجليزية). Archived from the original on 2019-12-14. Retrieved 2019-11-14.
8. 1 2  "Charity Navigator - Rating for Young Survival Coalition". Charity Navigator (بالإنجليزية). Archived from the original on 2018-12-21. Retrieved 2019-11-14.